# Jean-Louis Rosier

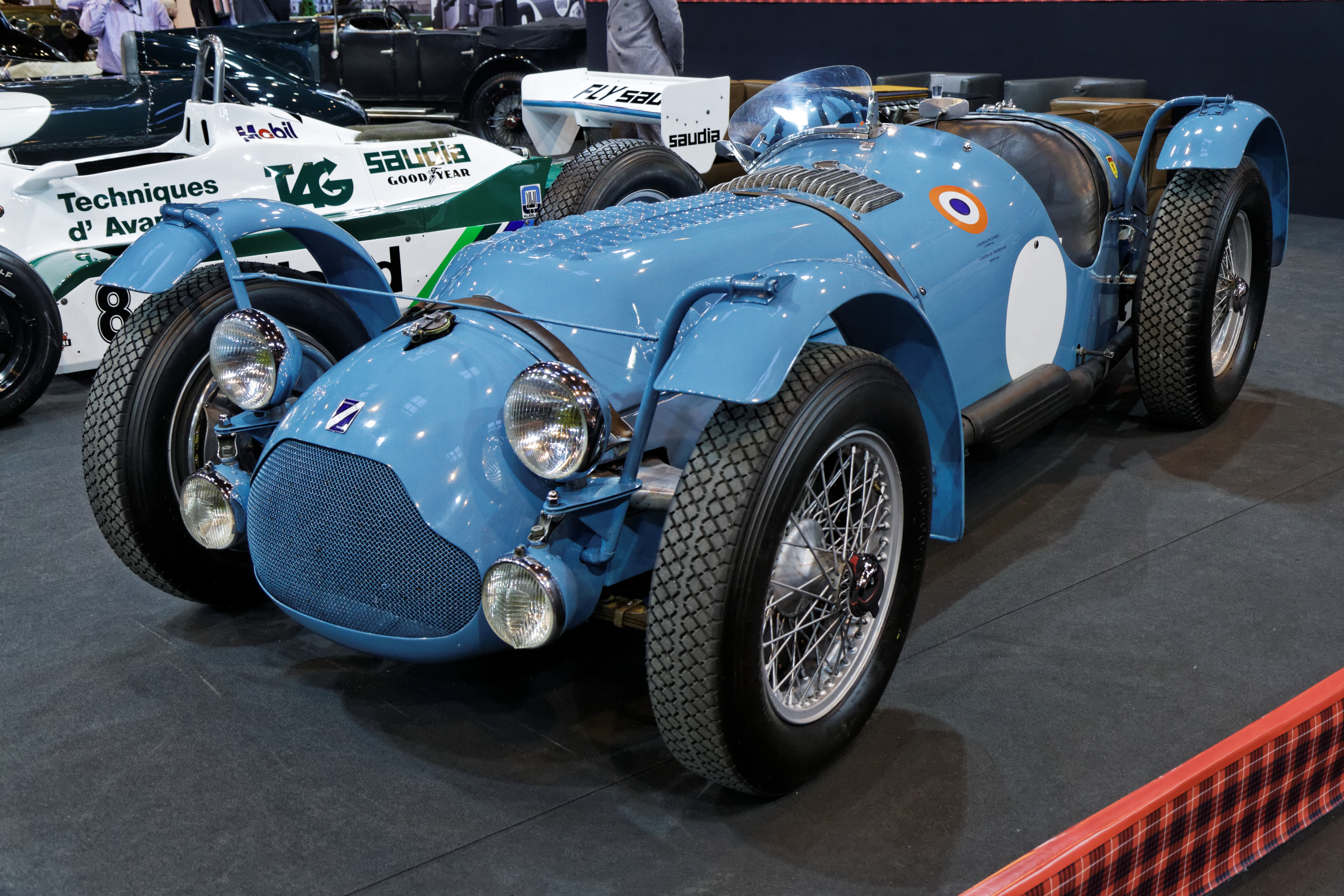
Talbot-Lago T26GS, Siegerwagen des 24-Stunden-Rennens von Le Mans 1950

Jean-Louis Rosier (* 14. Juni 1925 in Clermont-Ferrand; † 1. Juli 2011 in Orcines) war ein französischer Autorennfahrer. Er war der Sohn des französischen Rennfahrers Louis Rosier und gewann 1950 gemeinsam mit seinem Vater das 24-Stunden-Rennen von Le Mans.

## Karriere
Der junge Rosier debütierte 1949 beim klassischen Langstreckenrennen an der Sarthe. Beim ersten Rennen nach dem Zweiten Weltkrieg steuerte er an der Seite seines Vaters einen umgebauten Talbot-Monoposto, der mit Kotflügeln und Scheinwerfern ausgestattet zum Sportwagen umgebaut wurde. Das Duo fiel durch einen technischen Defekt nach nur 21 gefahrenen Runden früh aus. 1950 folgte der Sieg, der in erster Linie von Louis Rosier herausgefahren wurde, der die meiste Zeit am Steuer saß. Diesmal diente ein Talbot-Lago T26GS als Rennfahrzeug.
1951 und 1953 ging Jean-Louis Rosier für die kleine Werksmannschaft von Renault in Le Mans an den Start und fuhr dabei den kleinen Renault 4CV. Seinen letzten Auftritt beim 24-Stunden-Rennen hatte er 1954, als er gemeinsam mit Pierre Meyrat den Siegerwagen von 1950 pilotierte. Das Rennen endete nach einem Unfall vorzeitig.
1949 gewannen die beiden Rosiers auf einem 4CV die Klasse bis 1100 cm³ bei der Rallye Monte Carlo.

## Statistik

### Le-Mans-Ergebnisse
| Jahr | Team              | Fahrzeug          | Teamkollege        | Platzierung | Ausfallgrund |
| ---- | ----------------- | ----------------- | ------------------ | ----------- | ------------ |
| 1949 | Ecurie Rosier     | Talbot Spéciale   | Louis Rosier       | Ausfall     | Keilriemen   |
| 1950 | Ecurie Rosier     | Talbot-Lago T26GS | Louis Rosier       | Gesamtsieg  |              |
| 1951 | Team Renault      | Renault 4CV 1063  | Jean Estager       | Ausfall     | Unfall       |
| 1953 | RNU Renault       | Renault 4CV 1063  | Robert Schollemann | Rang 23     |              |
| 1954 | Jean-Louis Rosier | Talbot-Lago T26GS | Pierre Meyrat      | Ausfall     | Unfall       |

### Einzelergebnisse in der Sportwagen-Weltmeisterschaft
| Saison | Team          | Rennwagen         | 1   | 2   | 3   | 4   | 5   | 6   | 7   |
| ------ | ------------- | ----------------- | --- | --- | --- | --- | --- | --- | --- |
| 1953   | Renault       | Renault 4CV       | SEB | MIM | LEM | SPA | NÜR | RTT | CAP |
| 1953   | Renault       | Renault 4CV       | 23  |     |     |     |     |     |     |
| 1954   | Ecurie Rosier | Talbot-Lago T26GS | BUA | SEB | MIM | LEM | RTT | CAP |     |
| 1954   | Ecurie Rosier | Talbot-Lago T26GS | DNF |     |     |     |     |     |     |